# Sune på fjeldet
Sune på fjeldet er en svensk familiefilm fra 2014 instrueret af Gustaf Åkerblom. Filmen er den sidste i en trilogi fra 2010'erne, hvor de to forgængere er henholdsvis Sune i Grækenland (2012) og Sune på bilferie (2013).
En efterfølger med en ny rollebesætning, Sune vs Sune, blev udgivet i 2018.

## Handling
Sune og hans familie tager i vinterferien på skiferie i de skandinaviske bjerge. Familiens charmetrold Sune bliver endnu engang trukket ind i et vanskeligt forhold, lillebroren Håkan laver drengestreger og faren Rudolf bliver presset ud i vanskelige udfordringer. Storesøsteren Anna skammer sig over sin familie, og moren Karin forsøger at holde familien sammen og nyde ferien.

## Medvirkende
- William Ringström som Sune
- Julius Jimenez Hugoson som Håkan
- Hanna Elffors Elfström som Anna
- Morgan Alling som Rudolf
- Anja Lundqvist som Karin
- Julia Dufvenius som Sabina
- Erik Johansson som Pontus
- Kalle Westerdahl som Ragnar
- Frida Hallgren som Yvonne
- Malte Gårdinger som Santos Fernandez